# Pleasure Point, Kalifornien
Pleasure Point är en ort (CDP) i Santa Cruz County, i delstaten Kalifornien, USA. Enligt United States Census Bureau har orten en folkmängd på 5 846 invånare (2010) och en landarea på 1,9 km².